# Hokuto no Ken (videogioco 1986)
Hokuto no Ken (北斗の拳? lett. "Il Pugno della Stella del Nord") è un videogioco di tipo picchiaduro a scorrimento del 1986 per Nintendo Entertainment System. È il primo capitolo di una tetralogia pubblicata da Toei Animation basata sul manga Ken il guerriero. 

## Modalità di gioco
Il gioco ricopre l'arco di Gento Kōken. Il giocatore controlla Kenshiro, il quale deve superare otto livelli affrontando gli uomini di Gento. Alla fine di ogni livello è presente un boss, in ordine: Bask, Geila, Taiga, Solia, Boltz, Jakko, Falco e Nameless Shura. Ken può ottenere dei power-up per aumentare la propria forza e sconfiggere i boss più facilmente (sui nemici normali non fa alcuna differenza, dato che un pugno li fa esplodere e un calcio li fa volar fuori dallo schermo).